# Nesaulax flagellaris
Nesaulax flagellaris är en stekelart som först beskrevs av Per Abraham Roman 1914.  Nesaulax flagellaris ingår i släktet Nesaulax och familjen bracksteklar. Inga underarter finns listade i Catalogue of Life.